# Mejduretxka
Mejduretxka (en rus: Междуречка) és un poble del krai de Krasnoiarsk, a Rússia, segons el cens del 2017 tenia 54 habitants. Pertany al districte municipal d'Aguínskoie.